# Radio Italia
Radio Italia é uma estação de rádio italiana com sede em Cologno Monzese, em Milão. Ela é inteiramente dedicada à música italiana e pode ser escutada por frequência analógica e digital.